# 异形木
异形木（学名：Allomorphia balansae）为野牡丹科异形木属下的一个种。